# Tarsozeuzera vavizola
Tarsozeuzera vavizola is een vlinder uit de familie houtboorders (Cossidae). De wetenschappelijke naam van deze soort werd voor het eerst geldig gepubliceerd in 2006 door Yakovlev.